# Ofelija
Ofelija (također Uran VII) je prirodni satelit planeta Uran, iz grupe manjih unutarnjih pravilnih, s dimenzijama 54×38×38 kilometara i orbitalnim periodom od 0.37640039 ± 0.00000357 dana.